# Dryopsophus fusculus
Espèce
Synonymes
- Litoria fuscula Oliver & Richards, 2007

Statut de conservation UICN

 DD  : Données insuffisantes
Dryopsophus fusculus est une espèce d'amphibiens de la famille des Pelodryadidae.

## Répartition
Cette espèce est endémique de Nouvelle-Guinée occidentale en Indonésie. Elle se rencontre dans la province de Papouasie à 1 890 m d'altitude dans le bassin du fleuve Derewo.

## Publication originale
- Oliver & Richards, 2007 : A new species of montane stream-dwelling Litoria from Papua, Indonesia (Anura: Hylidae). Journal-Hamadryad, vol. 31, no 2, p. 299-303.